# Broder Guilbert
Broder Guilbert är en litterär gestalt i Jan Guillous romansvit om Arn Magnusson. Han är en före detta tempelriddare som efter att ha begått simoni döms till att leva resten av sitt liv som cisterciensmunk. Sin botgöring avtjänar han på Varnhems kloster, Västergötland.
I romansvitens första del, Vägen till Jerusalem, undervisar han den unge klosteroblaten Arn i tempelriddarnas stridskonst. Han blir Arns mentor i dessa frågor och dennes vän för livet. Broder Guilbert är även en skicklig vapensmed och ansvarar för de hästar från Outremer (frankiska för bortom havet, dåtidens ord för Mellanöstern) som finns på Varnhems kloster. Sedan sin tid som tempelriddare är broder Guilbert en mycket skicklig hästkarl och ryttare och hans stora sorg är att de barbariska västgötarna inte förstår hans utländska hästars verkliga värde, utan föredrar sina egna större och klumpiga hästar.
I den tredje delen Riket vid vägens slut, då Arn Magnusson återvänt från Heliga landet med en större förmögenhet, är broder Guilbert honom behjälplig i arbetet då Arn vill "rusta för freden" i Västra Götaland. Broder Guilbert deltar i arbetet med att bygga om borgen Arnäs (Arns barndomshem) till att bli ointaglig, efter förebild från de kristnas sätt att bygga borgar i Outremer. På Forsvik, Arns och Cecilia Rosas gård, där Arn bygger upp en handels- och hantverksplats efter saracensk förebild och en skola för att fostra unga folkungar i stridskonst, blir broder Guilbert en av de första lärarna i stridsteknik till häst.
I filmen Arn - Tempelriddaren spelas Broder Guilbert av Vincent Perez.